# Gradient geotèrmic

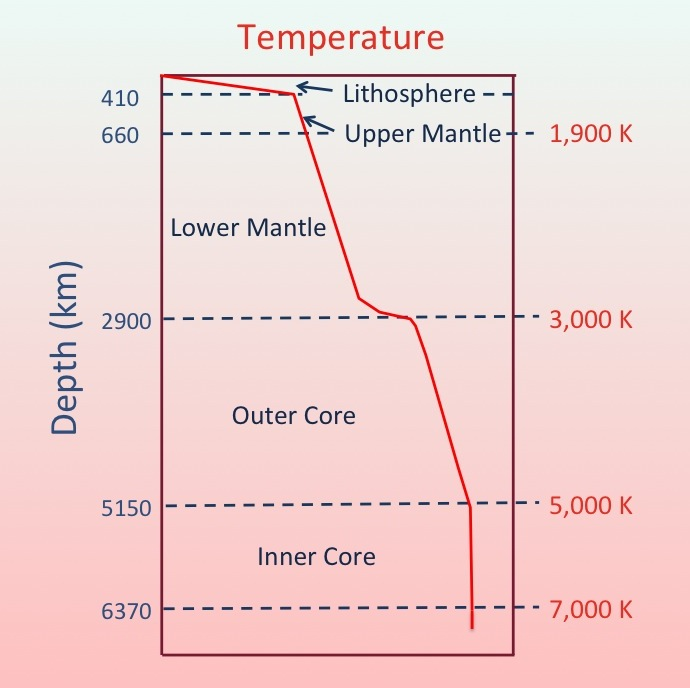
Gràfica esquemàtica de la temperatura (dreta, en Kelvin) en funció de la profunditat (geoterma) de la Terra (esquerra, en kilòmetres)

El gradient geotèrmic és la variació de la temperatura de la Terra en profunditat, és a dir, segons s'avança des de la superfície cap al centre seguint un raig de la seva esfera. Aquest augment de temperatura indica el flux de calor cap a l'exterior del planeta i lluny dels límits de plaques tectòniques acostuma a ser d'entre 25 i 30 °C per km de profunditat; tot i que els valors normals es troben en el rang 10 a 60 °C/km i s'han mesurat valors de fins a 200 °C/km. La seva fórmula és: dT/dz
El gradient geotèrmic no és un valor constant a tota l'escorça terrestre, ja que depèn de les característiques físiques que presentin els materials geològics a cada zona, com són: la composició química i les reaccions que hi tenen lloc, l'existència de material radioactiu, la presència de moviments de convecció, la relació de pressió i temperatura, etc.
Estrictament parlant, el gradient geotèrmic fa referència al planeta Terra, tot i que el mateix concepte s'aplica habitualment a altres planetes.
La calor interna de la Terra és deguda a la combinació de la calor residual de l'acreció planetària (aprox. 20%) i la calor produïda per les desintegracions radioactives (80%). Els isòtops de l'interior de la Terra que produeixen més calor són el potassi-40, l'urani-238 i el tori-232. La temperatura al centre del planeta Terra s'estima en 7000 K i la pressió en 360 GPa.
L'aprofitament del gradient geotèrmic com a energia renovable es coneix com a energia geotèrmica.